# Eunidia pararothkirchi
Eunidia pararothkirchi är en skalbaggsart som beskrevs av Stefan von Breuning 1977. Eunidia pararothkirchi ingår i släktet Eunidia och familjen långhorningar. Inga underarter finns listade i Catalogue of Life.